# 로봇 학습
로봇 학습(robot learning)은 기계 학습과 로봇공학의 교집합에 위치한 연구 분야이다. 로봇이 새로운 기술을 습득하거나 학습 알고리즘을 통한 환경에 순응할 수 있도록 하는 기법들을 연구한다. 물리적인 임베디드에 위치한 로봇의 전형적인 부분은 특정한 어려움(예: 고차원수, 데이터 수집 및 학습의 실시간 제약)과 학습 프로세스(예: 감각운동 시너지, 모터 프리미티브)의 가이드를 동시에 제공한다.
학습 알고리즘이 대상으로 하는 기술의 예로는 운동능력, 파악, 움직이는 물체 분류 등의 감각운동 기술, 그리고 인간과 쌍을 이루어 물체를 함께 조작하는 등의 상호작용 기술, 그리고 현실에 기반한 인간 언어의 의미 등의 언어 기술이 포함된다. 학습은 자발적인 자체 탐구를 통해, 또는 인간 교육자로부터의 안내를 통해(예: 모방을 통한 로봇 학습) 발생할 수 있다.
로봇 학습은 적응 제어, 강화 학습, 발달 로봇공학과 밀접한 관련이 있을 수 있다. 기계 학습이 로봇공학 문맥에서 컴퓨터 비전 알고리즘에 종종 쓰이지만 이러한 응용은 "로봇 학습"으로 부르지 않는 것이 보통이다.

## 같이 보기
- 지능형 로봇